# 賴瑟克山脈

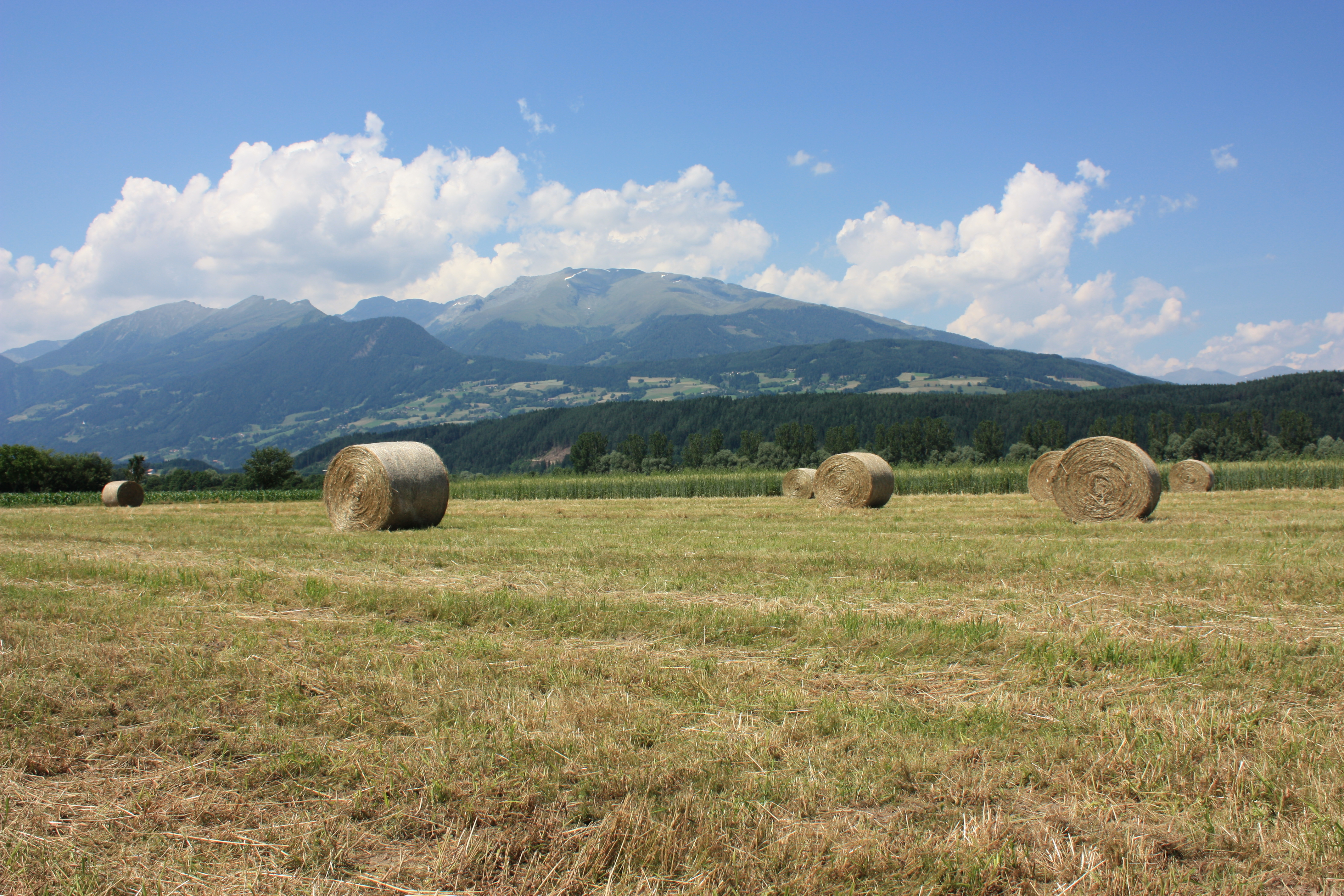

46°56′49″N 13°21′52″E / 46.94694°N 13.36444°E
賴瑟克山脈（德語：Reißeckgruppe），是奧地利的山脈，位於該國南部，由克恩頓州負責管轄，屬於安科格爾山脈的一部分，最高點賴瑟克山海拔高度2,965米，山體由片麻岩組成。